# 6-й меридіан західної довготи
6-й меридіан західної довготи — лінія довготи, що лежить на 6 градуси західніше Гринвіцького меридіана. Вона проходить від Північного полюса через Північний Льодовитий океан, Атлантичний океан, Європу, Африку, Південний океан та Антарктиду до Південного полюса.
6-й меридіан західної довготи формує велике коло разом із 174-тим меридіаном східної довготи.

## Список географічних об'єктів, що перетинає 6° зх. д.
Починаючи на Північному полюсі та рухаючись до Південного полюса, 6-й меридіан західної довготи проходить через:
| Координати                                               | Країна, територія або море | Примітки |
| -------------------------------------------------------- | -------------------------- | --- |
| 90°0′ пн. ш. 6°0′ зх. д. / 90.000° пн. ш. 6.000° зх. д.  | Північний Льодовитий океан | |
| 81°58′ пн. ш. 6°0′ зх. д. / 81.967° пн. ш. 6.000° зх. д. | Атлантичний океан          | Проходить східніше острова Фуглой, Фарерські острови Проходить східніше острова Свуйной, Фарерські острови Проходить західніше острова Північна Рона[en], Шотландія, Велика Британія Проходить східніше острова Суліскер[en], Шотландія, Велика Британія |
| 58°32′ пн. ш. 6°0′ зх. д. / 58.533° пн. ш. 6.000° зх. д. | Протока Норт-Мінч          | Проходить східніше острова Льюїс, Шотландія, Велика Британія |
| 57°33′ пн. ш. 6°0′ зх. д. / 57.550° пн. ш. 6.000° зх. д. | Велика Британія            | Шотландія — проходить через острови Південна Рона[en], Разей[en], Скалпей[en] та Скай |
| 57°1′ пн. ш. 6°0′ зх. д. / 57.017° пн. ш. 6.000° зх. д.  | Атлантичний океан          | Гебридське море |
| 56°46′ пн. ш. 6°0′ зх. д. / 56.767° пн. ш. 6.000° зх. д. | Велика Британія            | Шотландія — проходить через півострови Арднамерхан[en] і Морверн[en] та острів Малл |
| 56°19′ пн. ш. 6°0′ зх. д. / 56.317° пн. ш. 6.000° зх. д. | Атлантичний океан          | Затока Ферт-оф-Лорн[en] |
| 55°59′ пн. ш. 6°0′ зх. д. / 55.983° пн. ш. 6.000° зх. д. | Велика Британія            | Шотландія — проходить через острів Джура |
| 55°48′ пн. ш. 6°0′ зх. д. / 55.800° пн. ш. 6.000° зх. д. | Атлантичний океан          | Протока Джура[en] — проходить східніше острова Айла, Шотландія, Велика Британія Північна протока — проходить східніше острова Ратлін, Північна Ірландія, Велика Британія                                                                                 |
| 55°3′ пн. ш. 6°0′ зх. д. / 55.050° пн. ш. 6.000° зх. д.  | Велика Британія            | Проходить через острів Ірландія Північна Ірландія — проходить західніше Белфаста |
| 54°3′ пн. ш. 6°0′ зх. д. / 54.050° пн. ш. 6.000° зх. д.  | Ірландське море            | Проходить східніше острова Ламбей Проходить східніше півострова Хоут-Хед[en] Проходить східніше півострова Віклоу-Хед[en] |
| 51°56′ пн. ш. 6°0′ зх. д. / 51.933° пн. ш. 6.000° зх. д. | Атлантичний океан          | Кельтське море — проходить західніше миса Лендс-Енд та острова Сіллі, Велика Британія Біскайська затока |
| 43°35′ пн. ш. 6°0′ зх. д. / 43.583° пн. ш. 6.000° зх. д. | Іспанія                    | Проходить західніше Севільї |
| 36°11′ пн. ш. 6°0′ зх. д. / 36.183° пн. ш. 6.000° зх. д. | Атлантичний океан          | |
| 35°34′ пн. ш. 6°0′ зх. д. / 35.567° пн. ш. 6.000° зх. д. | Марокко                    | |
| 29°45′ пн. ш. 6°0′ зх. д. / 29.750° пн. ш. 6.000° зх. д. | Алжир                      | |
| 25°44′ пн. ш. 6°0′ зх. д. / 25.733° пн. ш. 6.000° зх. д. | Мавританія                 | |
| 25°0′ пн. ш. 6°0′ зх. д. / 25.000° пн. ш. 6.000° зх. д.  | Малі                       | |
| 20°5′ пн. ш. 6°0′ зх. д. / 20.083° пн. ш. 6.000° зх. д.  | Мавританія                 | |
| 15°30′ пн. ш. 6°0′ зх. д. / 15.500° пн. ш. 6.000° зх. д. | Малі                       | |
| 10°13′ пн. ш. 6°0′ зх. д. / 10.217° пн. ш. 6.000° зх. д. | Кот-д'Івуар                | |
| 4°58′ пн. ш. 6°0′ зх. д. / 4.967° пн. ш. 6.000° зх. д.   | Атлантичний океан          | Проходить західніше острова Святої Єлени, Острови Святої Єлени, Вознесіння і Тристан-да-Кунья |
| 60°0′ пд. ш. 6°0′ зх. д. / 60.000° пд. ш. 6.000° зх. д.  | Південний океан            | |
| 70°24′ пд. ш. 6°0′ зх. д. / 70.400° пд. ш. 6.000° зх. д. | Антарктида                 | Проходить через Землю Королеви Мод (претендує Норвегія) |